# Bernard Glassman

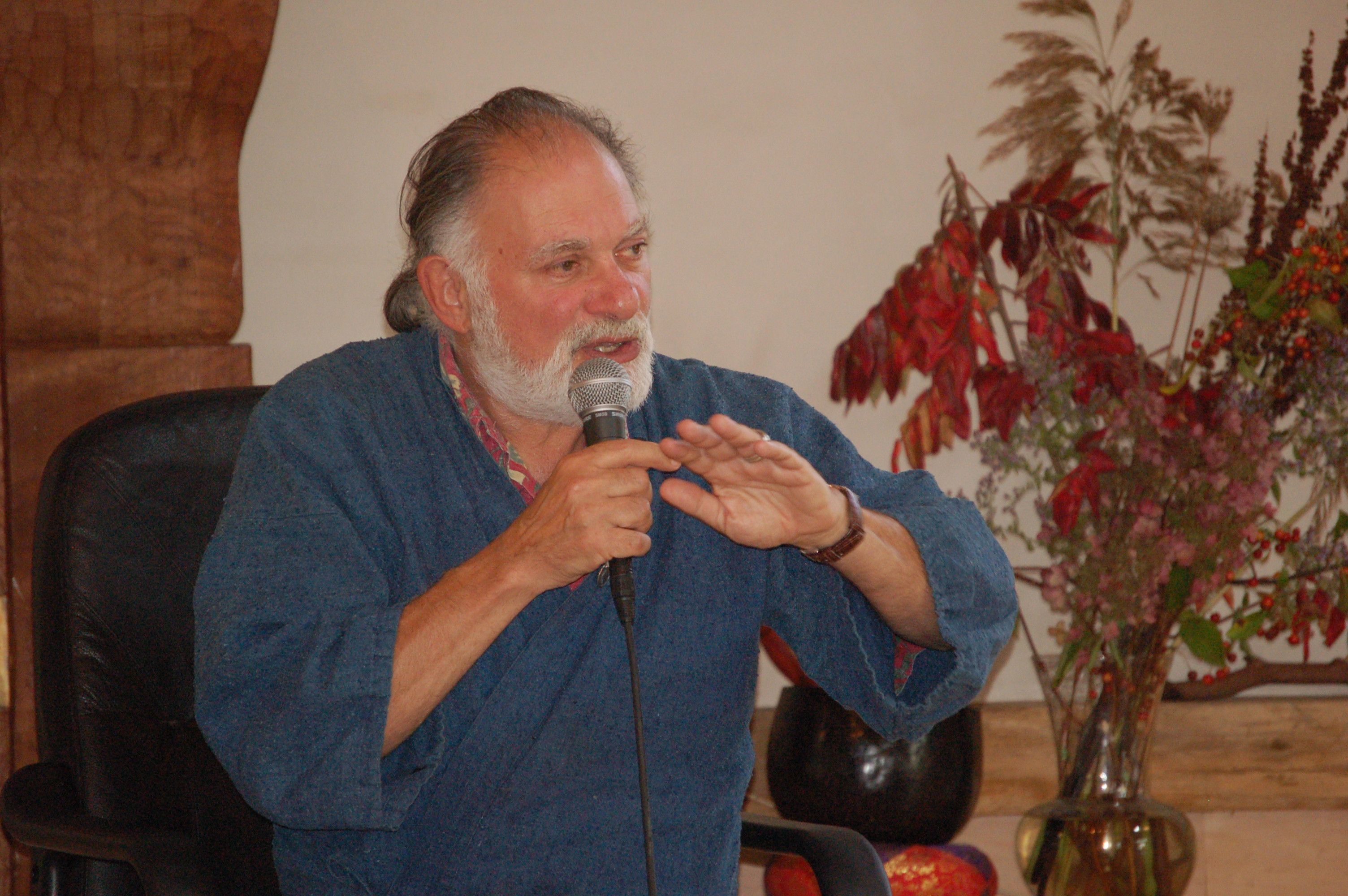
Bernard Glassman (2007)

Bernard Tetsugen Glassman (* 18. Januar 1939 in New York; † 4. November 2018 in Massachusetts) war ein US-Zen-Meister und Sachbuchautor.

## Leben
Bernard Glassman entstammt einer jüdischen Familie. Er studierte Flugzeugbau an der New York University Tandon School of Engineering, promovierte in Angewandter Mathematik an der University of California, Los Angeles und arbeitete zeitweise für die NASA. Nachdem er Schüler des Zen-Meisters Taizan Maezumi geworden war, gab er seinen Arbeitsplatz und seine Karriere auf, um eine klassische Zen-Ausbildung in den Tradition des Sōtō-shū und des Rinzai-shū zu durchlaufen.
Im Jahr 1976 erhielt er die Dharma-Übertragung von Maezumi. Dieser plante kurz vor seinem Tod im Jahr 1995 eine Inka-Shomei-Zeremonie für Glassman, in der die Einflüsse der Hauptlehrer von Glassman übertragen werden sollten.
Glassman verbrachte Jahrzehnte damit, Zen zu lehren und im sozial engagierten Buddhismus zu arbeiten. Im Jahr 1996 gründete Glassman zusammen mit seiner Frau Sandra Jishu Holmes den Zen Peacemakers Order, eine Gruppe sozial engagierter Buddhisten. Professor Christopher S. Queen zufolge basiert der Orden auf drei Prinzipien: „Eintauchen in das Unbekannte, Ablegen von Zeugnissen für Schmerz und Freude in der Welt und die Verpflichtung, sich selbst und die Welt zu heilen.“ Gemeinsam mit Menschen vieler Religionen übte er Offenheit, besonders an gesellschaftlichen Schmerzorten wie dem Ankunftsgleis im ehemaligen KZ Auschwitz oder auf den Straßen in New York unter Obdachlosen.
Zu seinen Schülern zählt unter anderem Claude Thomas und Joan Halifax. Mit einem seiner Schüler, dem Zen-Meister Heinz-Jürgen Metzger aus Solingen, und dem Jesuiten Christian Herwartz fanden 2019 interreligiöse Straßenexerzitien in Berlin statt.

## Publikationen

### Deutsch
- mit Rick Fields: Anweisungen für den Koch. Lebensentwurf eines Zen-Meisters. Aus dem Amerikanischen von Theo Kierdorf und Hildegard Höhr, Geleitwort von Konstantin Wecker, edition steinrich, Berlin 2010, ISBN 978-3-942085-05-2.
- Zeugnis ablegen: Buddhismus als engagiertes Leben. Edition Steinrich, 2012, ISBN 978-3-942085-27-4.
- mit Jeff Bridges: Der Dude und sein Zen-Meister. Das Leben, die Liebe und wie man immer locker bleibt. Bastei Lübbe, Köln 2014, ISBN 978-3-7857-6111-3. (Die amerikanische Originalausgabe erschien 2012)
- Das Herz der Vollendung. Unterweisungen eines westlichen Zen-Meisters. Theseus, 2003, ISBN 978-3-423-34348-0.
- mit Konstantin Wecker: Es geht ums Tun und nicht ums Siegen. Engagement zwischen Wut und Zärtlichkeit. Kösel-Verlag, München 2011, ISBN 978-3-466-30919-1.

### Englisch
- mit Taizan Maezumi: The Hazy Moon of Enlightenment: Part of the On Zen Practice Series. Wisdom Publications, 2007, ISBN 0-86171-314-1.
- Bernard Glassman: Infinite Circle: Teachings in Zen. Shambhala Publications, 2002, ISBN 1-57062-591-3.
- mit Taizan Maezumi: On Zen Practice: Body, Breath, Mind. Wisdom Publications, 2002, ISBN 0-86171-315-X.
- Bearing Witness: A Zen Master's Lessons in Making Peace. Bell Tower, 1998, ISBN 0-609-80391-3.
- Bernard Glassman, Rick Fields: Instructions to the Cook: A Zen Master's Lessons in Living a Life That Matters. Bell Tower, 1996, ISBN 0-517-88829-7.

## Filme
- Dharma Talk: Bernie Glassman & Moshe Cohen, Clowning. San Francisco Zen Centre, livestream.com, 5. März 2011.
- Christof Wolf: "44 minütiger Dokumentarfilm über Bernie Glassman "Instructions to the Cook" (englisch/mit deutschen Untertiteln) Loyola Production Munich 2006 (eingesehen am 24. Juni 2013)